# Mennonite Church Canada
Die Mennonite Church Canada (französisch Église mennonite Canada) ist ein Zusammenschluss mennonitischer Gemeinden in Kanada. Die Kirche ist eine relativ junge Kirche. Sie entstand im Jahr 2000 aus der Vereinigung der Mennonite Church mit der General Conference Mennonite Church.

## Geschichte
Die ersten Mennoniten trafen 1786 in Kanada ein. Sie kamen vor allem aus Pennsylvania, wo sich bereits Ende des 17. Jahrhunderts deutsche, niederländische und Schweizer Mennoniten angesiedelt hatten (siehe auch Mennonitische Auswanderung). Die Mennonite Church geht direkt auf diese mitteleuropäischen Einwanderer des 17. und 18. Jahrhunderts zurück. Die General Conference Mennonite Church wurde 1860 von mennonitischen Gemeinden im US-amerikanischen Iowa gegründet. Ihr schlossen sich später vor allem nach Nordamerika ausgewanderte Russlandmennoniten an. Beide Kirchen waren im gesamten nordamerikanischen Raum vertreten. 1995 beschlossen beide Kirchen die Vereinigung. Es sollte jeweils eine mennonitische Kirche in den USA und in Kanada geben. So gründete sich im Jahr 2000 die Mennonite Church Canada und im Jahr 2002 die Mennonite Church USA. Beide Schwesterkirchen sind heute in der Mennonitischen Weltkonferenz vertreten. Als Symbol verwenden beide Kirchen eine Taube mit einem Olivenzweig, womit an die biblische Geschichte um die Arche Noah erinnert wird.
Das in den Gemeinden der Kirche verwendete Gesangbuch Hymnal: A Worship Book von 1992 entstand in einer ökumenischen Zusammenarbeit mit der US-amerikanischen Church of the Brethren. 2005 und 2007 erschienen mit Sing The Journey und Sing The Story zwei Ergänzungsbänder. Der erste Band konzentriert sich dabei thematisch auf die Zeit zwischen Pfingsten und Advent, der zweite auf die Zeit von Advent bis Ostern.

## Organisation und Statistik
Die Mennonite Church Canada besteht aus fünf Regionalverbänden (Regional conferences) in Alberta, British Columbia, Manitoba, Saskatchewan und im Osten Kanadas. Im Jahr 2008 hatte die Kirche etwa 33.000 Mitglieder (ohne Kinder und Freunde).
An der Canadian Mennonite University in Winnipeg, die 1998 aus der Vereinigung dreier Colleges hervorging, waren 2008 rund 1600 Studierende eingeschrieben. Die drei Colleges waren das Canadian Mennonite Bible College von 1947, das Concord College, das 1944 als Mennonite Brethren Bible College entstanden war, und das Menno Simons College von 1988.